# Schlimia pandurata
Schlimia pandurata är en orkidéart som beskrevs av Rudolf Schlechter. Schlimia pandurata ingår i släktet Schlimia och familjen orkidéer.
Artens utbredningsområde är Colombia. Inga underarter finns listade i Catalogue of Life.